# Ligne de tramway 5 (SNCV Groupe de Zwevezele)
La ligne 5 est une ancienne ligne du tramway de Bruges de la Société nationale des chemins de fer vicinaux (SNCV) qui reliait Bruges à Saint-André.

## Histoire
Gare  - Saint-André (Sint-Andries)
14 mars 1950 : suppression et remplacement par une ligne d'autobus sous le même indice (voir la section sur l'article Tramway de Bruges).

## Infrastructure

### Dépôts et stations
Dépôts utilisés par la ligne situés sur le reste du réseau ou des lignes connexes : Assebroek.

## Exploitation

### Horaires
Tableaux : 337 (1931), numéro de tableau partagé par les lignes urbaines de Bruges 1, 2 , 3, 4,  5 et 6.